# Sviluška chmelová
Sviluška chmelová (Tetranychus urticae) je významný škůdce z podtřídy roztočů, původně žijící v Eurasii, ale dnes kosmopolitní. Jedná se o nejznámějšího zástupce čeledi sviluškovitých a prvního zástupce pavoukovců, jehož genom byl sekvenován (2011). Škodí chmelu, okurkám, bramborám, vínu, malinám a mnoha dalším hospodářským rostlinám, napadá jejich listy.

## Galerie

Průběh napadení rostliny sviluškou
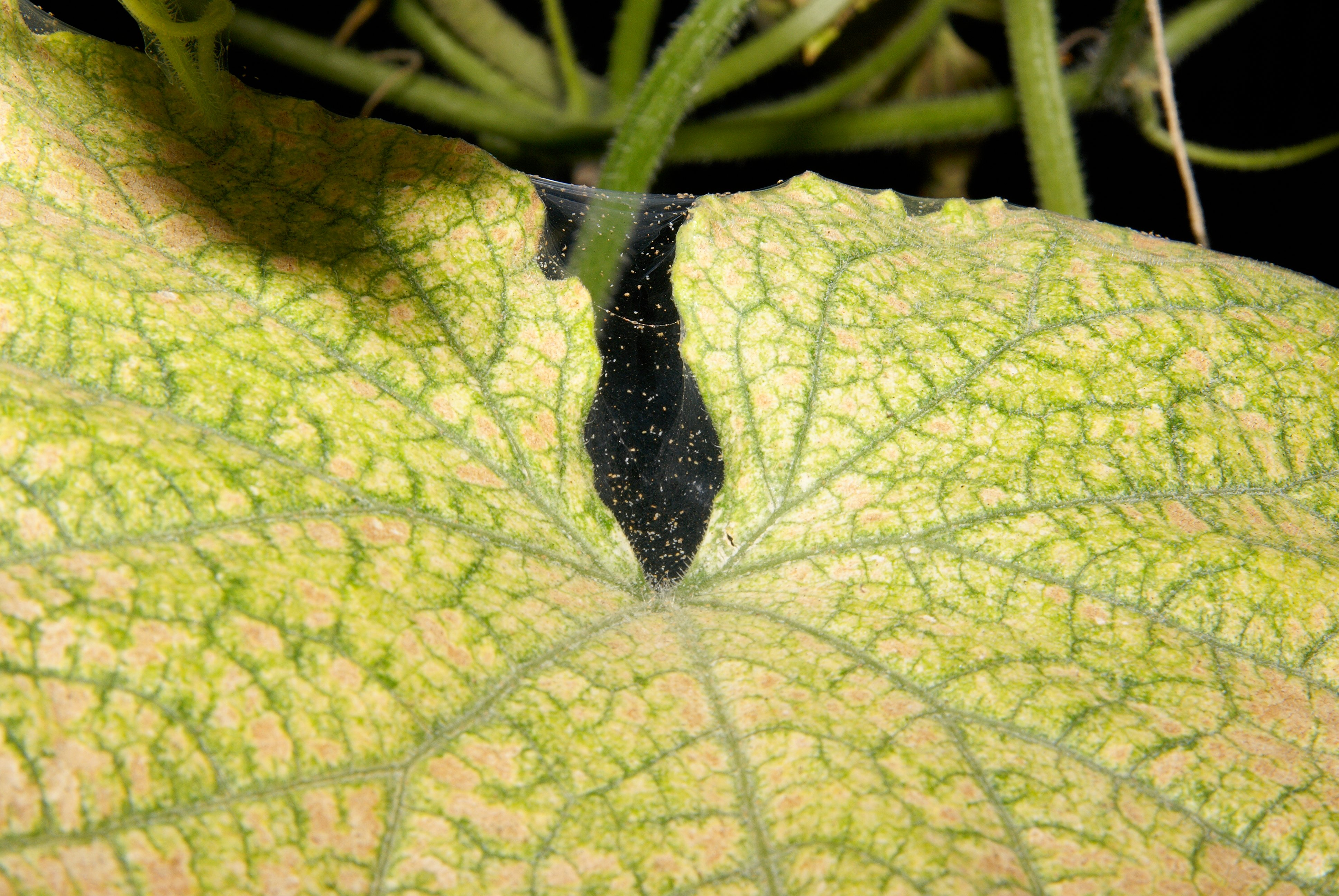
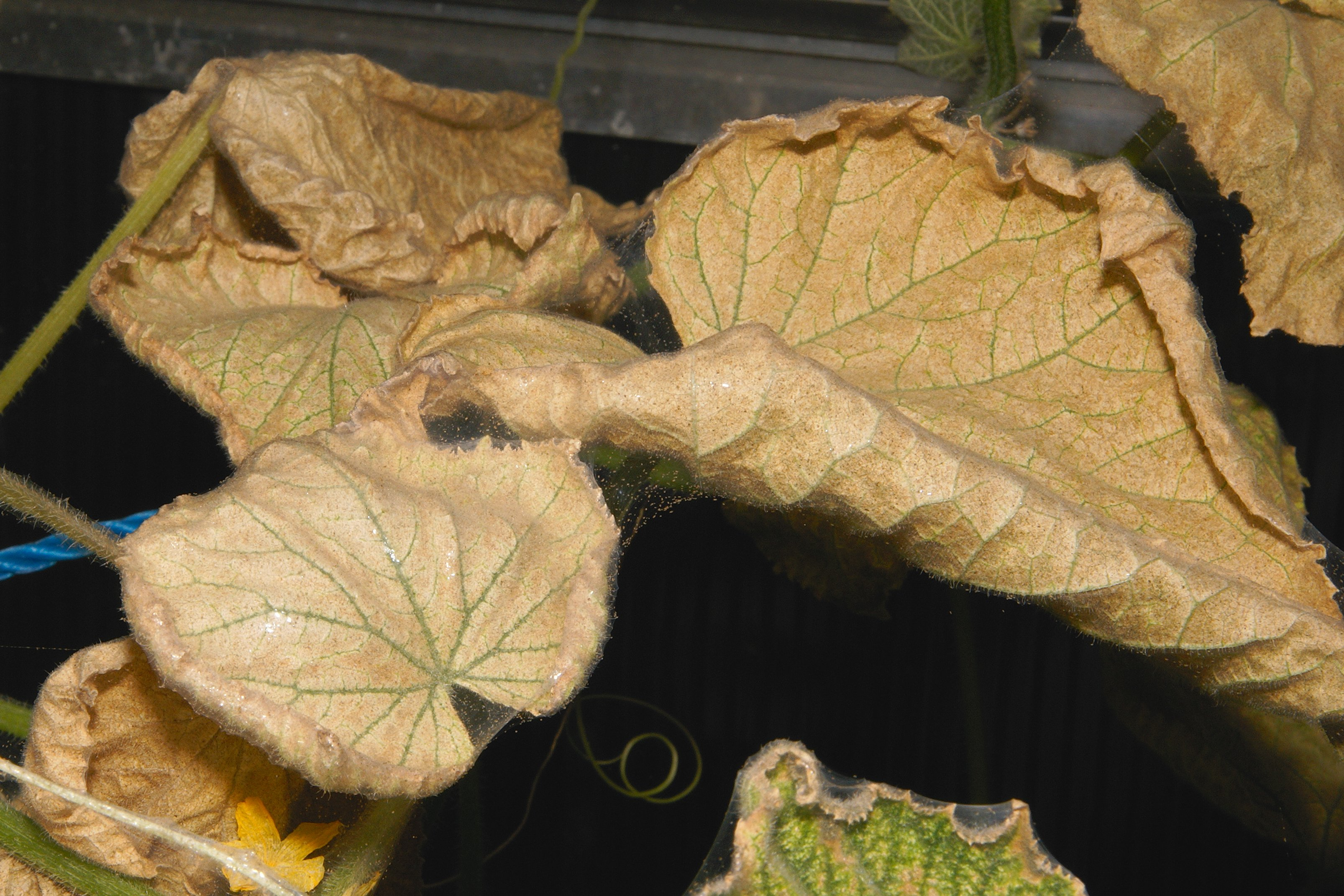
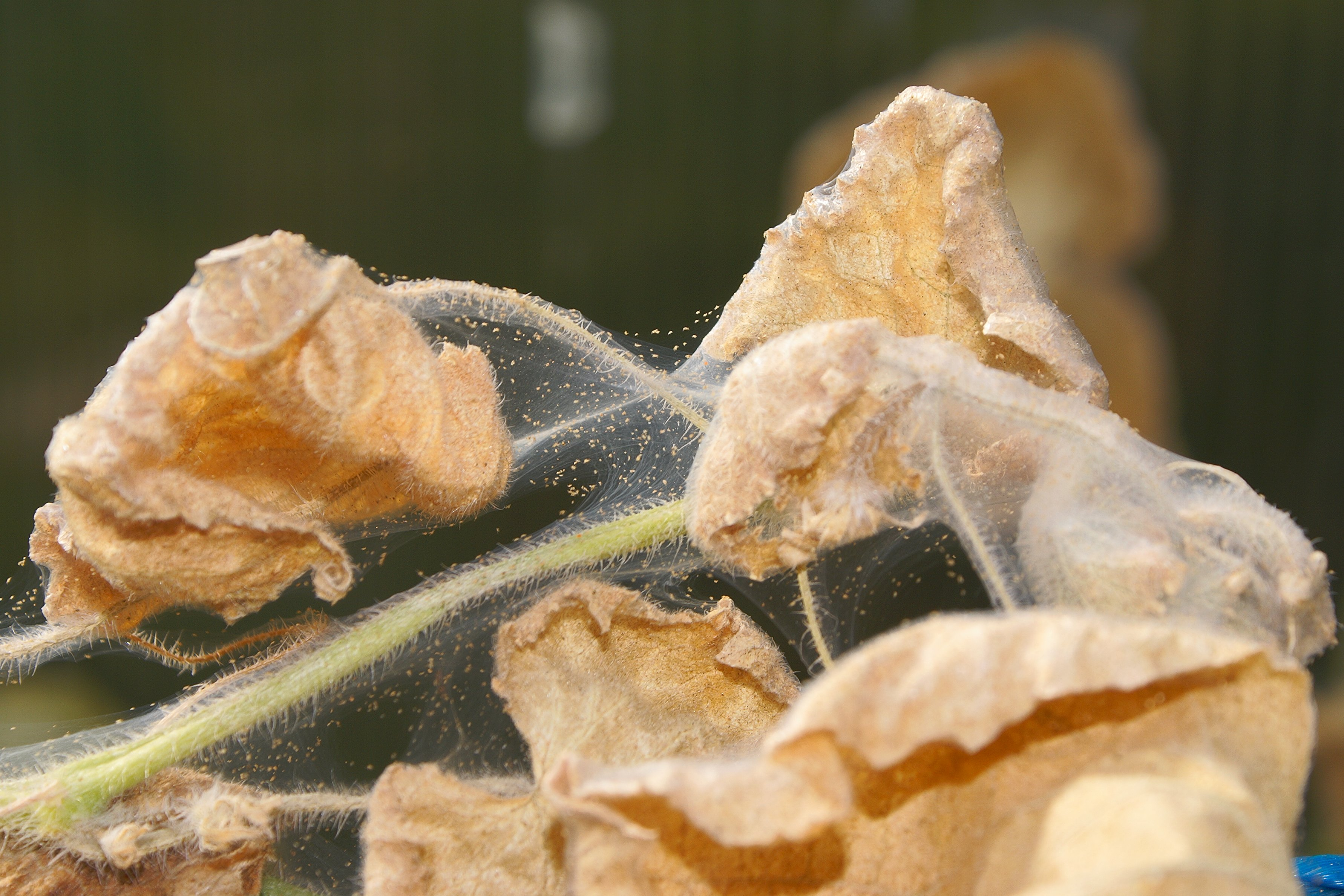